# 丸石醸造

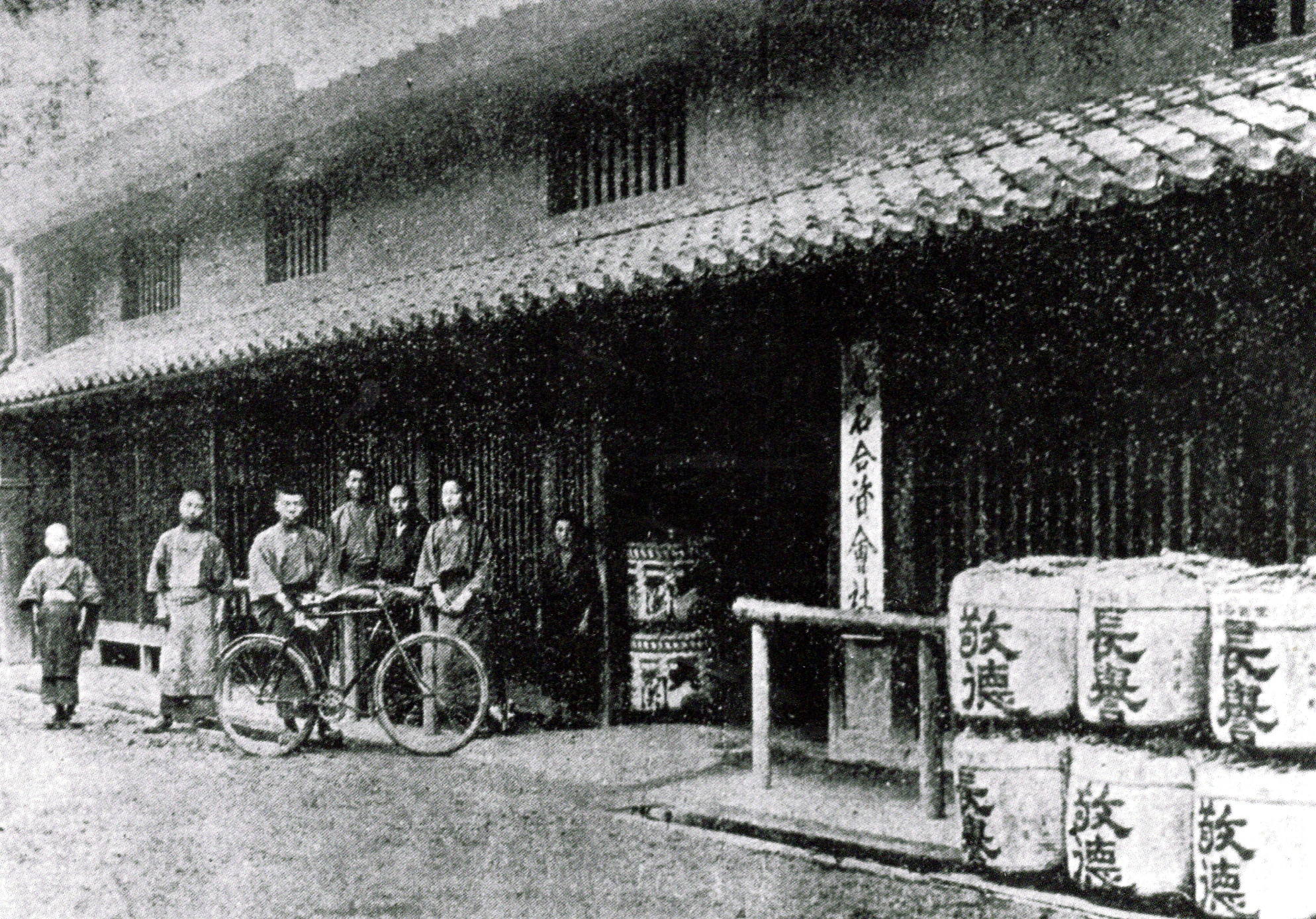
大正時代の丸石醸造

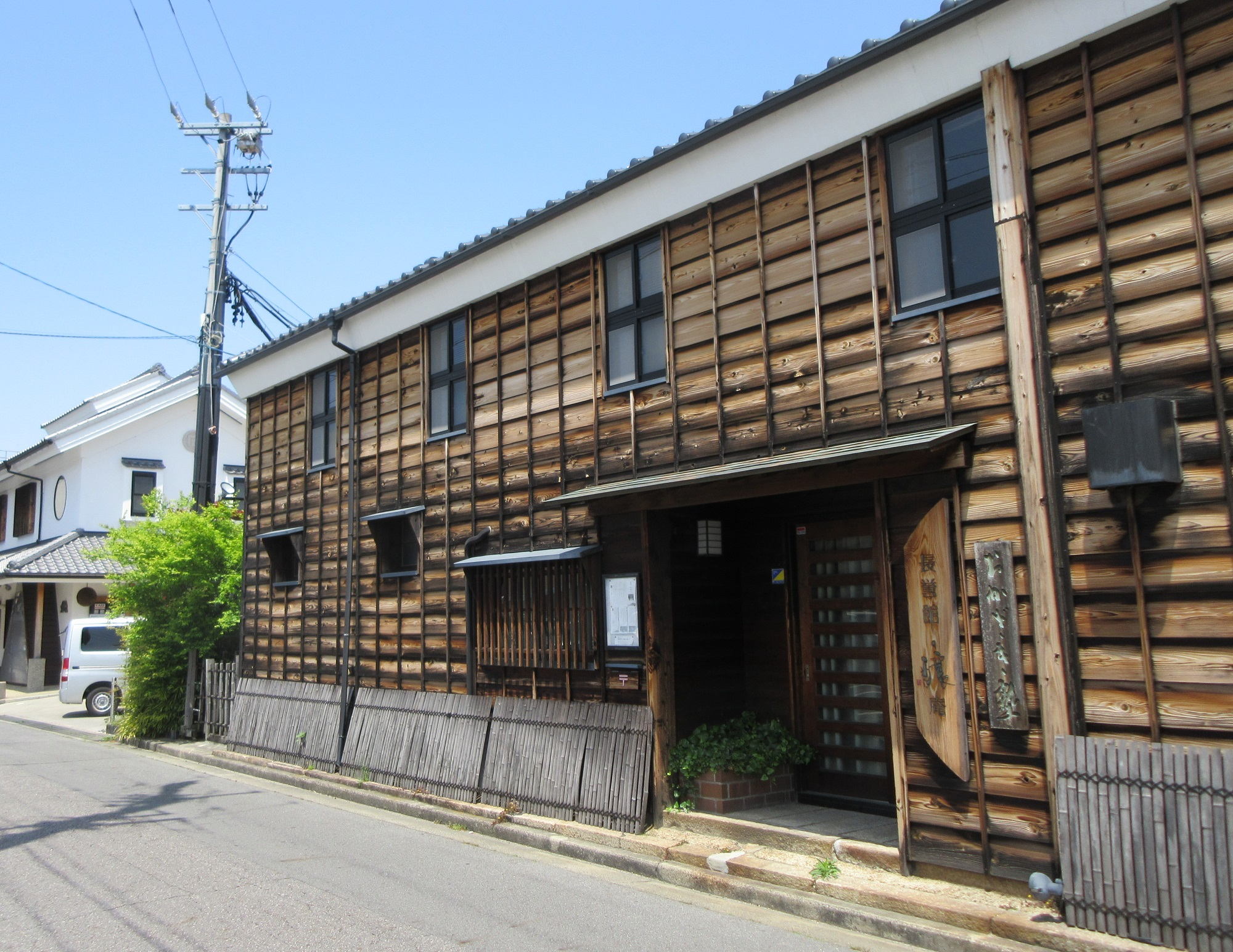
本社旧社屋。1999年（平成11年）に改装され「長誉館」として生まれ変わった。交流勉強会「おかざき塾」の活動拠点として用いられている。

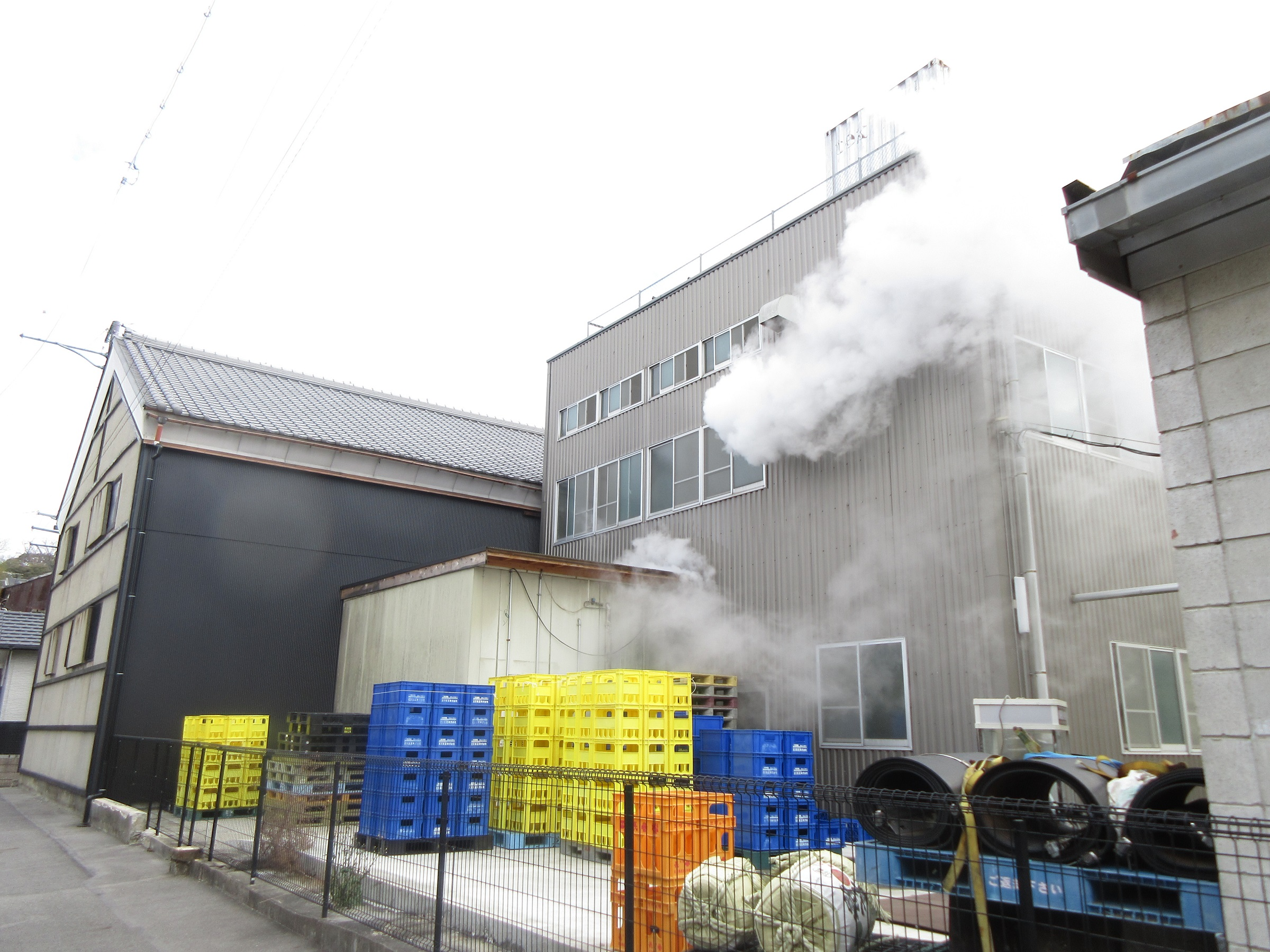
本社工場

丸石醸造株式会社（まるいしじょうぞう）は、愛知県岡崎市に本社を置く酒造メーカー。清酒などを製造・販売している

## 歴史
1690年（元禄3年）に大和国郡山から岡崎城下の投町（現・岡崎市若宮町）に移住し、農業のかたわら木綿商を営んだ深田家を始祖とする。1770年（明和7年）、両町の四郎太から酒造株を譲り受ける。文化年間には300石の酒造高となった。
当主は代々「深田三太夫」を襲名している。1870年（明治3年）に5代目深田三太夫は木綿問屋を開き、後に深田合名綿糸布問屋を設立した。そして1896年（明治29年）、両町の村松惣一郎と丸石合資会社を設立した。
兵庫県西宮市に灘工場「誉蔵」を建設し、清酒「長誉（ちょうよ）」の販売を開始。地元岡崎においては、味醂、焼酎、味噌、醤油工場を建設し、手広く製造を行った。
1945年（昭和20年）7月20日未明、岡崎空襲により焼失。幸い焼失を免れた現在の蔵にて日本酒の製造を始めた。
2014年（平成26年）2月に行われた天満天神梅酒大会のリキュール部門で「一宮いちご」が全国2位に輝いた。
2014年（平成26年）と2015年（平成27年）、愛知県酒造組合主催の「清酒きき酒研究会審査」の吟醸酒の部で県知事賞（最優秀賞）を受賞した。2015年に出品したのは大吟醸「徳川家康」。 
2015年（平成27年）2月7日、あいち産業科学技術総合センターと共同開発した純米大吟醸「萬歳（ばんざい）」の販売を開始。大正天皇即位の際の大嘗祭において献納された六ツ美村大字下中島（現・岡崎市中島町）の米を前年に復刻し、これを地酒とした。また一部はかりんとうとして加工販売した。

## イベント
「長誉祭り」と呼ばれるイベントが以下の日程で開催されている。年4回開催。
- 蔵開き - 2月第1土曜・日曜
- 春祭り - 4月第3日曜
- 夏祭り - 7月第1日曜日
- 秋祭り - 11月第3日曜日